# Епифаний (Димитриу)
Епи́скоп Епифа́ний (греч. Επίσκοπος Επιφάνιος; в миру Гео́ргиос Димитри́у, греч. Γεώργιος Δημητρίου; род. 12 января 1963, Комнина, Фтиотида) — архиерей Православной церкви Украины, епископ Ольвийский, викарий митрополита Киевского и всея Украины (с 2019).

## Биография
Родился 12 января 1963 года в селе Комнина в номе Фтиотида, в Греции.
Окончил богословский институт Афинского университета и далее продолжил образование в университете Сапиенца в Риме. Принял монашеский постриг на Афоне, в монастыре Кутлумуш.
Рукоположен в сан диакона митрополитом Фтиотидским Дамаскином (Папахристу). В 1988 году был рукоположен в сан иеромонаха. Являлся клириком и проповедником Димитриадской митрополии Элладской православной церкви, а также активно сотрудничал с Константинопольским патриархатом в деле восстановления деятельности Халкинской богословской школы, за что был награжден патриархом Варфоломеем.
В 2000 году (согласно журналу № 26 заседания Священного Синода ПЦУ от 24 мая 2019 года) решением Священного Синода Киевского патриархата (Журнал заседания № 5) избран епископом для греческих православных приходов на Украине. После этого служил 17 лет настоятелем церкви святого Антония в Керацини в юрисдикции Элладской православной церкви.
В 2009 году был одним из кандидатов при выборе Священным синодом иерархии Элладской православной церкви викарного епископа для Арголидской митрополии.
24 мая 2019 года решением Священного синода Православной церкви Украины был избран для рукоположения в сан епископа Ольвийского, викария митрополита Киевского и всея Украины, с поручением духовного окормления грекоязычной паствы ПЦУ. Титул был выбран по названию древнегреческой колонии Ольвия на территории современной Николаевской области Украины. По словам митрополита Епифания (Думенко), рукоположение представителя Элладской церкви было бы «полезно для признания ПЦУ на международном уровне». К этом моменту архимандрит Епифаний являлся клириком ПЦУ.
25 мая 2019 года в Михайловском монастыре состоялся чин наречения во епископа.
26 мая 2019 года состоялась его архиерейская хиротония, которую совершили: митрополит Киевский и всея Украины Епифания (Думенко), митрополит Галльский Эммануил (Адамакис) (Константинопольский патриархат), митрополит Львовский Макарий (Малетич), митрополит Адрианопольский Амфилохий (Стергиу) (Константинопольский патриархат), митрополит Винницкий и Барский Симеон (Шостацкий), митрополит Николаевский и Богоявленский Владимир (Ладыка), митрополит Хмельницкий и Каменец-Подольский Антоний (Махота), митрополит Львовский и Сокальский Димитрий (Рудюк), митрополит Черкасский и Чигиринский Иоанн (Яременко), архиепископ Тернопольский и Кременецкий Нестор (Пысык), архиепископ Черниговский и Нежинский Евстратий (Зоря), архиепископ Вышгородский Агапит (Гуменюк), епископ Владимир-Волынский и Турийский Матфей (Шевчук), епископ Днепровский и Криворожский Симеон (Зинкевич), епископ Тернопольский и Теребовлянский Павел (Кравчук), епископ Харьковский и Богодуховский Митрофан (Бутынский), епископ Житомирский и Овручский Паисий (Кухарчук), епископ Херсонский и Каховский Борис (Харко), епископ Одесский и Балтский Павел (Юристый), епископ Васильковский Лаврентий (Мигович), епископ Шепетовский Адриан (Кулик), епископ Белогородский Иоанн (Швец). Стал первым рукоположенным епископом после провозглашения автокефалии ПЦУ.
После хиротонии приехал на Фанар, где 28 мая 2019 года встретился с патриархом Варфоломеем и как пишет греческий сайт Ромфея, «передал уважение, благодарность и любовь Блаженнейшего Митрополита Киевского и всей Украины Епифания, а также его иерархов, Константинопольской Церкви-Матери» и попросил у главы Константинопольского патриархата патриаршего благословения на свою епископскую деятельность в ПЦУ. Сообщается, что Константинопольский патриарх «со своей отеческой любовью пожелал епископу Епифанию успешной миссии на благо украинского народа Божьего и, особенно, греческих православных». 31 мая встретился с митрополитом Фтиотидским Николаем (Протопапасом) в резиденции последнего. 20 октября того же года впервые сослужил с иерархом Элладской церкви — митрополитом Диметриадским Игнатием (Георгакопулосом).
Назначение греческого викария раскритиковал Филарет (Денисенко): «Чисто греческих приходов в Украине нет. Есть греки, которые рассеяны по разным украинским приходам — в основном вокруг Мариуполя Донецкой области. Предстоятелю не нужен греческий епископ, особенно викарный. А если он есть, значит, он имеет какую-то цель: информировать патриарха Варфоломея о том, что происходит в украинской церкви. Это первое. Второе — указания, которые идут от патриарха Варфоломея, он должен передавать предстоятелю».